# DF10
DF10 es un documental de 2015, dirigido por Federico Lemos, sobre la carrera profesional del futbolista uruguayo Diego Forlán. Se estrenó el 4 de abril de 2016, en el Auditorio Nacional del Sodre de Montevideo.
El documental se centra en el último año y medio de la actividad profesional del jugador, a partir de su llegada al Cerezo Osaka de Japón, pero intercala registros de su pasaje por todos los clubes en los que fue fichado, así como también su participación con la selección de fútbol de su país, en especial su gran protagonismo en la Copa Mundial de Fútbol de 2010.